# Franz Pillmayer

Franz Pillmayer

Franz Xaver Pillmayer (* 17. Januar 1897 in Gmünd; † 26. Oktober 1939 in Aue) war ein deutscher Politiker der NSDAP.

## Leben und Wirken
Nach dem Besuch der Volksschule absolvierte Pillmayer eine Graveurlehre. Begleitend dazu wurde er von 1912 bis 1914 an der Fachschule für das Edelmetallgewerbe in Gmünd ausgebildet. Bis 1918 nahm Pillmayer am Ersten Weltkrieg teil. Nach dem Krieg arbeitete er als Graveurvorarbeiter in Aue im Erzgebirge.
1922 schloss Pillmayer sich der NSDAP an. Nach dem NSDAP-Verbot trat er der Partei zum 13. August 1925 erneut bei (Mitgliedsnummer 15.262). 1927 wurde er Leiter der NSDAP-Ortsgruppe Aue. 1930 wurde er Kreisleiter der NSDAP im Kreis Aue. Bei der Reichstagswahl vom September 1930 wurde Pillmayer als Kandidat der NSDAP für den Wahlkreis 30 (Chemnitz-Zwickau) in den Reichstag gewählt, dem er in der Folge ohne Unterbrechung bis zu seinem Tod im Oktober 1939 angehörte. In den knapp neun Jahren, die Pillmayer dem deutschen Parlament angehörte, wurde er insgesamt sechsmal wiedergewählt: im Juli und November 1932, im März und November 1933 sowie in den Jahren 1936 und 1938.
Am 15. Januar 1935 wurde Pillmayer zum kommissarischen Ersten Bürgermeister von Aue ernannt und als Oberbürgermeister am 6. Oktober 1937 endgültig eingewiesen. Er trat daraufhin als Kreisleiter zurück, da die Personalunion der Kreisleiter mit hauptamtlichen oder kommunalen Stellen im Gau Sachsen laut Anordnung gelöst werden sollten.  Bis zur Ernennung seines Nachfolgers übte der Kreisgeschäftsführer Ebert diese Funktion im Kreis Aue aus. Nach Pillmayers Tod rückte Johannes Bochmann in den Reichstag nach.